# Wilhelm Guckes
Wilhelm Guckes (* 16. Juni 1877 in Breithardt im Rheingau-Taunus-Kreis; † 19. April 1942 in  Wiesbaden) war ein deutscher Landwirt und Bürgermeister sowie Mitglied des Provinziallandtages der Provinz Hessen-Nassau.

## Leben
Wilhelm Guckes wurde als Sohn des Landwirts Christian Guckes (1842–1909) und dessen Ehefrau Philippine Bender (1850–1925) geboren, erwarb im elterlichen Betrieb die Fähigkeiten für den Beruf des Landwirts und übernahm später den Hof.
Er engagierte sich in der Kommunalpolitik und war von 1914 bis 1924 in seinem Heimatort Bürgermeister und hatte in dieser Funktion von 1920 bis 1932 ein Mandat für den Nassauischen Kommunallandtag des preußischen Regierungsbezirks Wiesbaden bzw. für den Provinziallandtag der Provinz Hessen-Nassau, wo er Mitglied des Landesausschusses war.
Er war Vertreter der konservativen Bauernschaft und war von 1920 bis 1925 Mitglied der Deutschen Volkspartei, gehörte von 1926 bis 1929 zur Hessen-Nassauische Arbeitsgemeinschaft Stadt und Land und von 1930 bis 1932 zur Christlich-Nationalen  Bauern- und Landvolkpartei.
Mit Beginn der 1920er Jahre hatte er einen Sitz im Kreistag des Untertaunuskreises. In seiner Funktion als Kreisdeputierter war er während des Ruhrkampfes der Vertreter des Landrats Gebhard von Trotha.
Von 1930 bis 1932 war er stellvertretender Vorsitzender des Kommunallandtages.